# NGC 6428
NGC 6428 est une paire d'étoiles située dans la constellation d'Hercule. L'astronome français Guillaume Bigourdan a enregistré la position de ce paire le 7 juillet 1885 